# 1960 (音楽グループ)
1960（いちきゅうろくまる）は、日本のロックバンド。男性のツインボーカルが特徴的なバンドである。

## 略歴
2001年、10代からの知人の、飯塚まもると小松康伸が再会。互いに別の仕事をしていたが意気投合してバンドを結成。二人の生まれ年が1960年なので、バンド名は「1960」に決定。当時から両者と親交の深いメンバーが集結。
結成直後から都内を中心に積極的にライブ活動を行う。
2005年、千葉ロッテマリーンズの応援歌「戦う男達のテーマ」を発表。野球ファンを含む約1000人を前にスタジアムのゲート前でライブを開催したこともある。
2006年、矢野孝良（ベース）加入。それまでは小松がベースを担当していた時期もあった。
2010年、NHK主催の平均年齢40歳以上のアマチュアバンドコンテスト『熱血!オヤジバトル』に出場。応募総数437組での激戦を制し、『草野球だぜ!ベイビー』でグランプリを獲得。同曲を含むアルバム『Boy's Heart』をキャッスルレコードより同年9月にリリース。アルバムのタイトルは、2010年3月放映NHKの番組内で近田春夫に「Boy's Heart、子供の心を持ってるんだけど、今、この年でないと出せない色気。なんでこう言うバンドって日本にないんだろう。」と称賛されたのがきっかけ。2012年には松本人志のコントMHK最終回にてコント初挑戦。松本人志率いるオヤジバンド、「ザ・惨愚楽巣」（ザ・サングラス）のメンバーとして演奏も1960のメンバーで行った。

## メンバー
- 飯塚まもる（ボーカル、ギター、リーダー）
- 小松康伸（ボーカル、ギター、ベース）
- 奥田富夫（ギター）
- 伊藤真視（ドラムス）
- 矢野孝良（ベース）

## ディスコグラフィ

### シングル
- 2005年　「戦う男達のテーマ」 - C/W「サンドラットベースボール」
- 2013年　「Darling Baby」 - C/W「Next Door」

### アルバム
- 2010年 『Boy's Heart』（全曲作詞：:飯塚まもる、作曲：小松康伸）

1. 草野球だぜ！ベイビー
2. Musical sentimental shop St.
3. Driving Japan
4. 1960 Brother
5. 戦う男達のテーマ
6. I Love Guitar